# Laura Miele
Laura Miele (San Francisco, 9 giugno 1969) è una dirigente d'azienda statunitense.
Ricopre il ruolo di Presidente di EA Entertainment, Technology & Central Development, dove supervisiona gli studi di Electronic Arts ad eccezione di quelli responsabili dei titoli sportivi.
In precedenza, ha ricoperto il ruolo di Chief Operating Officer (COO) e Chief Studios Officer presso EA. Durante il suo mandato, l'azienda ha sviluppato diversi giochi di successo, tra cui Battlefield, Star Wars, Need for Speed, The Sims, Bejeweled, Mass Effect, e il portfolio di EA Sports.

## Biografia
Laura Miele è nata a San Francisco e cresciuta in una zona residenziale vicino al Lake Tahoe. 
Fin da giovane ha sviluppato un interesse per i giochi da tavolo, che ha alimentato la sua passione per i videogiochi.
Durante gli studi all'Università del Nevada, Las Vegas, Miele ha lavorato presso studi di architettura, coltivando parallelamente il suo interesse per il settore dei videogiochi. Attualmente, Miele risiede nella Bay Area.

## Carriera
Nel 1996, Laura Miele è entrata a far parte dello sviluppatore di videogiochi Westwood Studios come project manager. Successivamente, ha assunto il ruolo di responsabile del marketing per la sua azienda madre, Virgin Interactive. Quando Electronic Arts ha acquisito Westwood nel 1998, Miele è rimasta in EA, concentrandosi sullo sviluppo di analisi avanzate per la previsione delle entrate.
Nel suo ruolo in EA, Miele ha formato un team di analisti di dati, noto come "the Jedi", con l'obiettivo di costruire i primi modelli di regressione statistica dell'azienda. Questi modelli erano progettati per studiare le tendenze di vendita, la stagionalità e i preordini, un sistema che ha richiesto circa due anni per essere implementato.
Durante il suo mandato in EA, Miele ha ricoperto una serie di ruoli di leadership. Come Chief Studios Officer, ha gestito 6.000 dipendenti e migliaia di collaboratori, supervisionando i 25 studi di EA. È diventata nota per aver incorporato il feedback della comunità di gioco nelle sue decisioni, influenzando la realizzazione di giochi come quelli legati allo skateboard.
In precedenza, Miele ha ricoperto diversi ruoli di alto livello in EA, tra cui quello di vicepresidente esecutivo della pubblicazione globale, vicepresidente senior della pubblicazione, e general manager dei videogiochi di Star Wars dopo che EA ha firmato un accordo decennale con The Walt Disney Company nel 2013. Ha anche servito come vicepresidente senior del marketing globale e vicepresidente della pianificazione strategica.
Miele ha avviato un gruppo di networking e mentoring per donne all'interno di EA, dimostrando un forte interesse per i diritti delle donne e lavorando per la rappresentazione femminile nei videogiochi. È stata anche membro del consiglio della Silicon Valley Community Foundation e guida l'EA Women's Ultimate Team.
Nell'aprile 2022, Miele è stata nominata membro del consiglio di amministrazione del British Film Institute per un mandato di quattro anni.